# Maddalena Corvina
Maddalena Corvina (17 ottobre 1607 – 3 febbraio 1664) è stata una miniatrice e pittrice italiana.

## Biografia
Maddalena, figlia di Enrico Corvino e di Caterina Castelli, nasce in una famiglia di artisti e scienziati. Nei documenti è menzionata anche con il nome Corvini, Corvino e Corvi. Il nonno materno era il pittore Frans van de Casteele, trasferitosi da Bruxelles a Roma nei primi anni del pontificato di Gregorio XIII che ebbe una brillante carriera prendendo il nome di Francesco Castelli. Il padre era il miniatore e naturalista fiammingo Hendrik de Raef, che si trasferì a Roma negli anni Novanta del XVI secolo e prese appunto il nome di Enrico Corvino.
La famiglia possedeva la celebre farmacia "all'insegna dell'aquila reale" sul Monte Giordano, in cui si tenevano spesso riunioni scientifiche e da cui partivano passeggiate naturalistiche nella campagna romana.
Enrico Corvino ebbe tre figli: il primo Giovanni si dedicò alla botanica, il secondo miniava insetti e farfalle, la terza, Maddalena si dedicò alla pittura e alla miniatura e ebbe probabilmente come maestro Guido Reni, anche se della sua formazione si sa pochissimo. Maddalena rimase nubile, dedicando la sua vita alla pittura e divenendo presto celebre, visto che nel 1636,  quando Claude Mellan progetta di incidere una serie di ritratti di pittrice, ne disegna due volte i tratti.
La miniatrice romana fu ammessa all’Accademia di San Luca tra 1651 e 1655 e collaborò alla realizzazione dell’apparato iconografico del trattato De Florum cultura scritto dal gesuita senese Giovanni Battista Ferrari. Morì a Roma il 3 febbraio 1664.

## Produzione artistica
Maddalena Corvina si specializzò nella pittura e nella miniatura realizzando opere, come ritratti di piccolo formato e nature morte, che erano molto apprezzate e abbastanza diffuse presso le collezioni romane. 
Nonostante le opere siano ancora in parte da scoprire, sia nella miniatura sia nella pittura, la tradizione artistica sostiene che trasmise la sua esperienza pittorica alla giovane Anna Angelica Allegrini che abitava nelle vicinanze del vicolo dei Riari. 
Le opere che le sono state attribuite sono: una miniatura firmata e datata al 1640 raffigurante una Madonna con Bambino, attualmente conservata nella Galleria Palatina, un foglio mutilo della Boldleian Library di Oxford, probabilmente risalente al 1655, un piccolo dipinto di Giovane gentiluomo, attualmente conservato nella collezione Sgarbi a Ro Ferrarese.

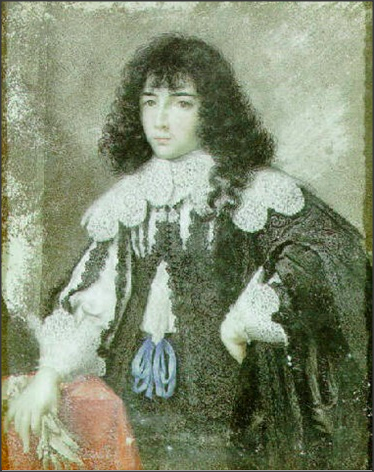
Ritratto di un giovane gentiluomo, 1639
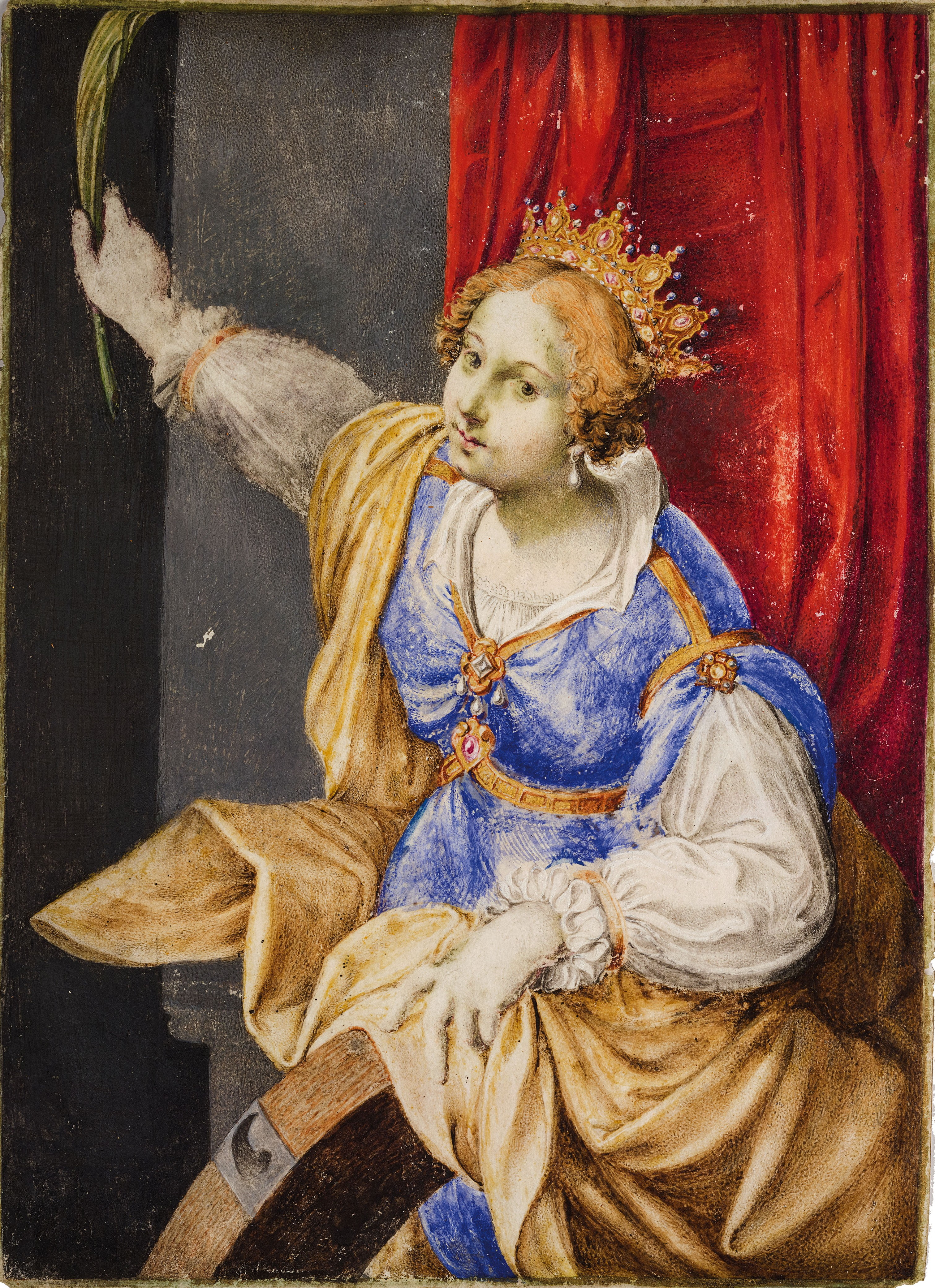
Ritratto di Artemisia Gentileschi in veste di Santa Caterina
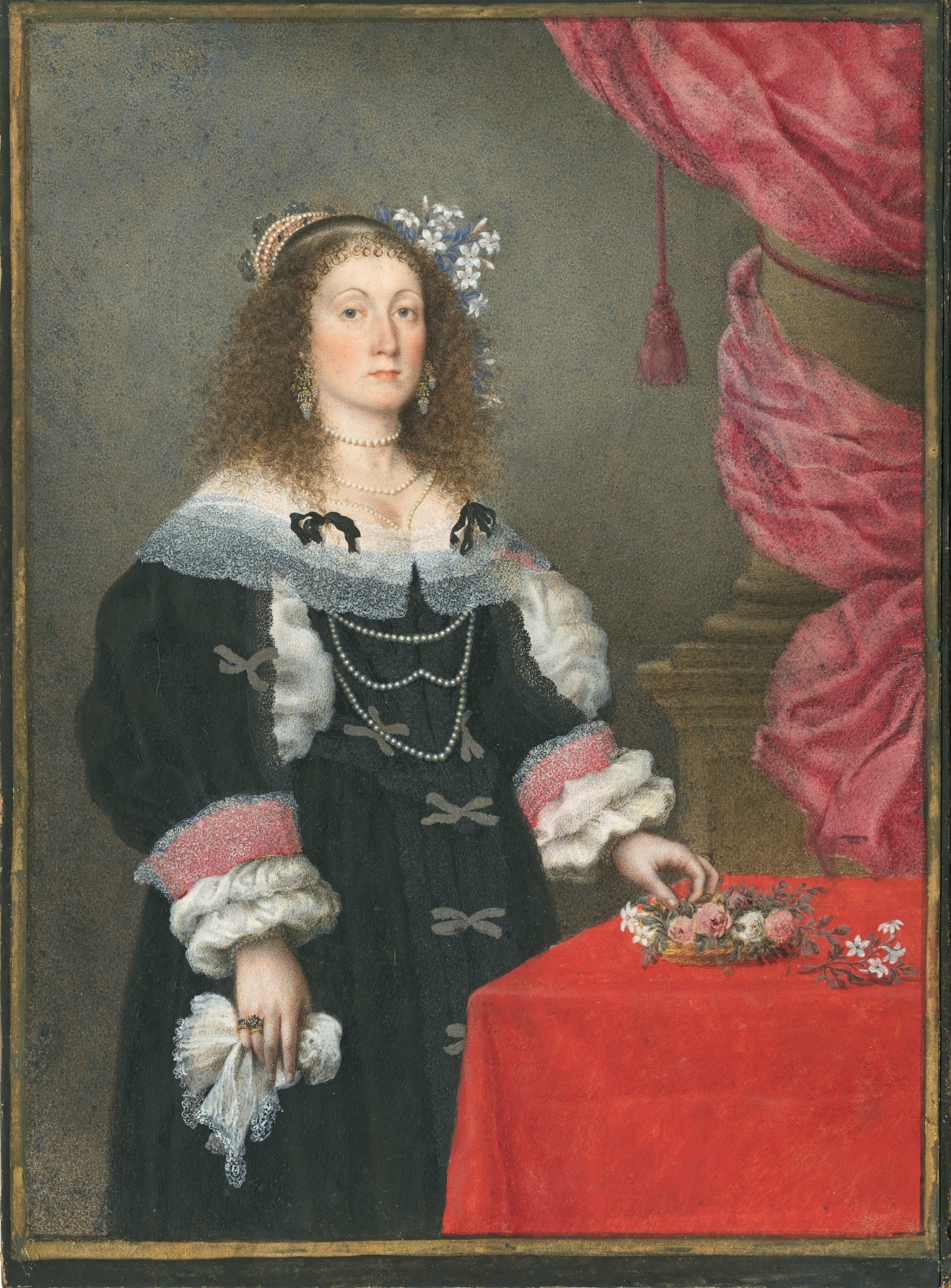
Ritratto di una signora, circa 1635-1645